# Вероника двулопастная
Веро́ника двуло́пастная (лат. Veronica biloba) — однолетнее травянистое растение, вид рода Вероника (Veronica) семейства Подорожниковые (Plantaginaceae).

## Распространение и экология
Территория бывшего СССР: Кавказ (Сванетия, Кабардино-Балкария, Дагестан, Ахалкалакское нагорье, окрестности Еревана, Нахичеванская Республика), Копетдаг, горы Средней Азии и Южного Казахстана до Рудного Алтая, верховья реки Эмбы, река Тургай, Казахский мелкосопочник, на севере достигает верховьев реки Ишим и Семипалатинска, Чуйская степь; Азия: Турция (восточная часть), Ливан, Сирия (запад), Иран, Афганистан, Пакистан, Индия (Западные Гималаи), Непал, Китай (Кашгария, Джунгария, Ганьсу), Монголия (Хангай, Убсунурский аймак, Монгольский Алтай).
Произрастает в глинистых пустынях, на щебнистых, реже мелкозёмистых склонах гор, на скалах; редко на равнинах, чаще в горах до альпийского пояса, достигает 4000 м над уровнем моря.

## Ботаническое описание
Корни тонкие.
Растение скудно и коротко жестковато опушённое, высотой 5—20 см. Стебли прямостоячие, простые или в нижней части более менее ветвистые.
Листья все супротивные, цельные, продолговатые до широколанцетных, длиной 5—15 мм, шириной 2—5 мм, нижние с короткими черешками, верхние сидячие, заострённые, цельнокрайные или по краю редко и неглубоко пильчато-зубчатые, рассеянно волосистые или голые, у основания клиновидные, у верхних листьев закруглённые; прицветники ланцетные или продолговато-ланцетные, туповатые или острые, цельнокрайные, несколько короче или равные цветоножкам, к основанию суженные.
Соцветия удлинённые, рыхлые, кистевидные; цветки в пазухах верхних листьев на нитевидных цветоножках, отклоненных, иногда удлиняющихся при плодах. Чашечка железистоволосистая; доли чашечки в числе четырёх, яйцевидные или продолговато-ланцетные, заострённые, в основании попарно сросшиеся; венчик синий, голубой или белый, длиной 1,5—2 мм, вдвое короче чашечки. Тычинки короче венчика.
Коробочка сжатая с боков, незначительно, или в полтора—два раза короче чашечки, длиной 3—4 мм, шириной 4—5 мм, широкообратносердцевидная, железистоволосистая, почти до основания разделённая на продолговатые, закругленные на верхушке лопасти, глубоко выемчатая. Семена по 1—4 в гнезде, яйцевидные, лодочковидно выемчатые, большей частью по краю неявственно поперечно морщинистые, бледно-желтоватые, длиной 1,2—1,5 мм.

## Таксономия
Вид Вероника двулопастная входит в род Вероника (Veronica) семейства Подорожниковые (Plantaginaceae) порядка Ясноткоцветные (Lamiales).
|  |                                      |  |                                                             |                                                             |                          |  | ещё 21 семейство (согласно Системе APG II) | ещё 21 семейство (согласно Системе APG II) |                           |  |  |  | ещё от 300 до 500 видов |
|  |                                      |  |                                                             |                                                             |                          |  | ещё 21 семейство (согласно Системе APG II) | ещё 21 семейство (согласно Системе APG II) |                           |  |  |  | ещё от 300 до 500 видов |
|  |                                      |  |                                                             | порядок Ясноткоцветные                                      |                          |  |                                            |                                            | род Вероника              |  |  |  |                         |
|  |                                      |  |                                                             | порядок Ясноткоцветные                                      |                          |  |                                            |                                            | род Вероника              |  |  |  |                         |
|  | отдел Цветковые, или Покрытосеменные |  |                                                             |                                                             | семейство Подорожниковые |  |                                            |                                            | вид Вероника двулопастная |  |  |  |                         |
|  | отдел Цветковые, или Покрытосеменные |  |                                                             |                                                             | семейство Подорожниковые |  |                                            |                                            |                           |  |  |  |                         |
|  |                                      |  | ещё 44 порядка цветковых растений (согласно Системе APG II) | ещё 44 порядка цветковых растений (согласно Системе APG II) |                          |  |                                            | ещё 90 родов                               | ещё 90 родов              |  |  |  |                         |
|  |                                      |  |                                                             | ещё 44 порядка цветковых растений (согласно Системе APG II) |                          |  |                                            |                                            | ещё 90 родов              |  |  |  |                         |